# Liste der Baudenkmäler in Percha
Die Liste der Baudenkmäler in Percha (italienisch Perca) enthält die 23 als Baudenkmäler ausgewiesenen Objekte auf dem Gebiet der Gemeinde Percha in Südtirol.
Basis ist das im Internet einsehbare offizielle Verzeichnis der Baudenkmäler in Südtirol. Dabei kann es sich beispielsweise um Sakralbauten, Wohnhäuser, Bauernhöfe und Adelsansitze handeln. Die Reihenfolge in dieser Liste orientiert sich an der Bezeichnung, alternativ ist sie auch nach der Adresse oder dem Datum der Unterschutzstellung sortierbar.

## Liste
| Foto |                 | Bezeichnung                                                                   | Standort                     | Eintragung                   | Beschreibung                  | Metadaten                                            |
| ---- | --------------- | ----------------------------------------------------------------------------- | ---------------------------- | ---------------------------- | ----------------------------- | ---------------------------------------------------- |
| ja   | Datei hochladen | Dreifaltigkeitskapelle in Unterwielenbach ID: 16390                           | 46° 47′ 22″ N, 11° 59′ 40″ O | 17. Feb. 1986 (BLR-LAB 578)  | Kapelle                       | KG: Percha Bauparzelle: 52                           |
| ja   | Datei hochladen | Gasthaus Mair in Oberwielenbach ID: 16404                                     | 46° 48′ 53″ N, 11° 59′ 58″ O | 17. Feb. 1986 (BLR-LAB 578)  | Gasthaus                      | KG: Percha Bauparzelle: 166/1, 166/3                 |
| ja   | Datei hochladen | Gasthof Engelberger ID: 16389                                                 | 46° 47′ 29″ N, 11° 59′ 2″ O  | 6. Feb. 1950 (MD)            | Gasthaus                      | KG: Percha Bauparzelle: 20                           |
| BW   | Datei hochladen | Hilge beim Lanz in Oberwielenbach ID: 16408                                   | 46° 49′ 13″ N, 12° 0′ 30″ O  | 17. Feb. 1986 (BLR-LAB 578)  | Ländliches Wohnhaus/Bauernhof | KG: Percha Grundparzelle: 1740                       |
| BW   | Datei hochladen | Höller in Platten ID: 16398                                                   | 46° 48′ 21″ N, 12° 0′ 58″ O  | 17. Feb. 1986 (BLR-LAB 578)  | Ländliches Wohnhaus/Bauernhof | KG: Percha Bauparzelle: 130                          |
| BW   | Datei hochladen | Huber ID: 16394                                                               | 46° 47′ 35″ N, 12° 1′ 6″ O   | 17. Feb. 1986 (BLR-LAB 578)  | Ländliches Wohnhaus/Bauernhof | KG: Percha Bauparzelle: 102                          |
| ja   | Datei hochladen | Kornkasten beim Oberwolfsgruber ID: 16403                                     | 46° 49′ 4″ N, 11° 59′ 30″ O  | 17. Feb. 1986 (BLR-LAB 578)  | Kornkasten                    | KG: Percha Bauparzelle: 157                          |
| BW   | Datei hochladen | Leitl in Wielenberg ID: 16395                                                 | 46° 47′ 46″ N, 11° 59′ 42″ O | 23. Aug. 1988 (BLR-LAB 5420) | Ländliches Wohnhaus/Bauernhof | KG: Percha Bauparzelle: 117                          |
| ja   | Datei hochladen | Lerchkapelle ID: 16400                                                        | 46° 48′ 40″ N, 11° 59′ 45″ O | 17. Feb. 1986 (BLR-LAB 578)  | Kapelle                       | KG: Percha Bauparzelle: 150                          |
| BW   | Datei hochladen | Mair in Oberwielenbach ID: 16392                                              | 46° 47′ 14″ N, 12° 0′ 22″ O  | 17. Feb. 1986 (BLR-LAB 578)  | Ländliches Wohnhaus/Bauernhof | KG: Percha Bauparzelle: 82/1                         |
| BW   | Datei hochladen | Mairleiten in Wielenberg ID: 16397                                            | 46° 47′ 48″ N, 11° 59′ 41″ O | 17. Feb. 1986 (BLR-LAB 578)  | Ländliches Wohnhaus/Bauernhof | KG: Percha Bauparzelle: 124                          |
| BW   | Datei hochladen | Maria-Hilf-Kapelle beim Edenhofer ID: 16402                                   | 46° 48′ 46″ N, 11° 59′ 7″ O  | 17. Feb. 1986 (BLR-LAB 578)  | Kapelle                       | KG: Percha Bauparzelle: 594                          |
| BW   | Datei hochladen | Peintner ID: 16399                                                            | 46° 48′ 3″ N, 12° 0′ 10″ O   | 17. Feb. 1986 (BLR-LAB 578)  | Ländliches Wohnhaus/Bauernhof | KG: Percha Bauparzelle: 133                          |
| ja   | Datei hochladen | Pfarrkirche St. Kassian ID: 16388                                             | 46° 47′ 29″ N, 11° 59′ 5″ O  | 17. Feb. 1986 (BLR-LAB 578)  | Kirche                        | KG: Percha Bauparzelle: 1                            |
| ja   | Datei hochladen | Pfarrkirche St. Nikolaus mit Kapelle und Friedhof in Oberwielenbach ID: 16406 | 46° 48′ 54″ N, 12° 0′ 1″ O   | 17. Feb. 1986 (BLR-LAB 578)  | Kirche                        | KG: Percha Bauparzelle: 177, 178 Grundparzelle: 1671 |
| BW   | Datei hochladen | Pfarrwidum in Oberwielenbach ID: 50616                                        | 46° 48′ 53″ N, 12° 0′ 0″ O   | 7. Sep. 2018 (BLR-LAB 804)   | Pfarrwidum                    | KG: Percha Bauparzelle: 167                          |
| ja   | Datei hochladen | St. Jakob in Nasen ID: 16393                                                  | 46° 47′ 18″ N, 12° 0′ 21″ O  | 17. Feb. 1986 (BLR-LAB 578)  | Kirche                        | KG: Percha Bauparzelle: 89                           |
| ja   | Datei hochladen | St. Johannes der Täufer in Wielenberg ID: 16396                               | 46° 47′ 47″ N, 11° 59′ 41″ O | 17. Feb. 1986 (BLR-LAB 578)  | Kirche                        | KG: Percha Bauparzelle: 120                          |
| ja   | Datei hochladen | Thalermühle in Oberwielenbach ID: 16407                                       | 46° 49′ 11″ N, 12° 0′ 36″ O  | 17. Feb. 1986 (BLR-LAB 578)  | Mühle                         | KG: Percha Bauparzelle: 208                          |
| BW   | Datei hochladen | Unterwolfsgruber ID: 16401                                                    | 46° 48′ 46″ N, 11° 59′ 25″ O | 17. Feb. 1986 (BLR-LAB 578)  | Ländliches Wohnhaus/Bauernhof | KG: Percha Bauparzelle: 155                          |
| ja   | Datei hochladen | Wegscheider in Oberwielenbach ID: 50454                                       | 46° 49′ 6″ N, 12° 0′ 33″ O   | 30. Okt. 2006 (BLR-LAB 3930) | Ländliches Wohnhaus/Bauernhof | KG: Percha Bauparzelle: 205                          |
| ja   | Datei hochladen | Widnerstöckl ID: 50183                                                        | 46° 48′ 4″ N, 12° 0′ 10″ O   | 15. Nov. 1999 (BLR-LAB 5042) | Kapelle                       | KG: Percha Bauparzelle: 280                          |
| ja   | Datei hochladen | Wirtshof in Unterwielenbach ID: 16391                                         | 46° 47′ 23″ N, 11° 59′ 39″ O | 17. Feb. 1986 (BLR-LAB 578)  | Ländliches Wohnhaus/Bauernhof | KG: Percha Bauparzelle: 53/2, 53/3                   |

Falls bei einem Baudenkmal keine Koordinaten bekannt sind, werden ersatzweise die Katasterdaten zum Zeitpunkt der Unterschutzstellung angegeben. Diese sind weder offiziell noch zwingend aktuell.
Die vom Landesdenkmalamt übernommenen Adressen können veraltet sein.
| Foto:   | Fotografie des Denkmals. Klicken des Fotos erzeugt eine vergrößerte Ansicht. Daneben finden sich zwei Symbole: |
| ID      | Identifikator beim Südtiroler Landesdenkmalamt                                                                 |
| KG      | Katastralgemeinde                                                                                              |
| MD      | Ministerialdekret                                                                                              |
| BLR-LAB | Beschluss der Landesregierung – Landesausschussbeschluss                                                       |